# AKB48劇場公演
AKB48劇場公演是AKB48在AKB48劇場等專屬活動據點進行的現場音樂活動，也是AKB48最核心的演藝工作。

## 概要
AKB48自結成時便在專屬的表演場地「AKB48劇場」，由成員輪流進行公演。由於有固定的舉行時間與曲目，呈現性質與一般劇團的定期公演或定目劇相似，因而不稱「演唱會」而稱為「公演」。其內容由AKB48的原創歌曲組成，作詞均由總製作人秋元康負責；如同現今的流行音樂，公演歌曲演唱時常以舞蹈、小短劇等方式來呈現，而在公演中也會穿插成員們說話聊天用以串場的「MC」時間。
劇場公演原則上以Team為單位作演出；但是從2007年7月1日到2008年4月19日進行的向日葵組公演，則由Team A和Team K成員混合進行。另外，2009年6月4日－10月23日在GRosso劇場進行的公演，由全體成員進行演出。此外，在2011年4月3日以前，曾舉行以研究生為主的公演，研究生公演的演出曲目和服裝都是借用正式成員的。現在亦會有研究生佔表演成員大半的情況出現。
在AKB48劇場的公演，截至2011年11月23日，總共舉行了2454次公演，動員人數約61萬人。總公演次數在2013年5月6日的晚間公演達到了3,000次。

## AKB48劇場的通常公演
各公演通常依據演出Team或混合組的名稱與演出次序命名區分，如“Team ○○ ○○th Stage「公演名稱」”，以下以“A1st”形式略記。

### Team A
- 旧体制（全522公演）

1. PARTY開始了：2005年12月8日－2006年3月31日（98公演）
2. 想見妳：2006年4月15日－8月11日（70公演）
3. 為了誰：2006年8月20日－2007年1月25日（83公演）
4. 正在戀愛中：2007年2月25日－6月26日（31公演）
  - 復活公演：2008年4月20日－10月11日（86公演）
5. 恋愛禁止条例：2008年10月19日－2010年5月27日（154公演）

- 2010年組閣体制 （高橋Team A）

1. 目撃者：2010年7月27日－2012年10月29日（101公演）

- 2012年組閣体制 （篠田Team A→横山Team A）
  - Waiting公演：2012年11月2日－2014年4月21日

2013年7月22日之公演為止是篠田Team A公演、翌日23日及後之公演均為横山Team A公演。
截至2013年7月31日，實施42公演。
- 2014年組閣体制 （高橋Team A（第2次））

1. 恋愛禁止条例：2014年4月25日－2015年8月23日（70公演）[3]

- 2015年組閣体制 （橫山Team A（第2次））

1. 獻給M.T：2016年2月10日[3][4]－2018年5月6日（60公演）

- 2018年組閣体制 （岡部Team A）

1. 目撃者：2018年6月12日－2022年3月15日

- 2022年組閣体制 （向井地Team A）

1. Team A「重力共鳴」公演（日语：チームA「重力シンパシー」公演）：2022年5月11日[5][6]－2023年10月16日[7]

### Team K
- 旧体制（全451公演）

1. PARTY開始了：2006年4月1日－7月5日（61公演）
  - 復活公演：2006年11月8日－12月14日（9公演）
2. 青春女孩：2006年7月8日－11月6日（77公演）
3. 腦內天堂：2006年12月17日－2007年6月22日（64公演）
4. 最終鐘聲鳴響：2008年5月31日－2009年4月4日（150公演）
5. 引體後空翻：2009年4月11日－2010年2月21日（90公演）

- 2010年組閣体制 （秋元Team K）

1. RESET：2010年3月12日－2012年10月24日（205公演）[8]

- 2012年組閣体制（大島Team K）
  - Waiting公演：2012年11月1日－2014年2月12日（95公演）。
  - Waiting公演2: 最終鐘聲鳴響：2014年2月20日－2014年4月16日

截至2014年3月31日，實施8公演。
- 2014年組閣体制 （橫山Team K）

1. RESET：2014年5月7日－2015年8月26日（82公演）[3]

- 2015年組閣体制 （峯岸Team K）

1. 最終鐘聲鳴響：2015年11月30日－2018年5月15日（70公演）[3][4]

- 2018年組閣体制 （込山Team K）

1. RESET：2018年7月6日－2022年4月6日

- 2022年組閣体制 （田口Team K）

1. 引體後翻：2022年4月25日[5]－2023年10月13日[9]

### Team B
- 旧体制（全542公演）

1. 青春女孩：2007年4月8日－10月2日（94公演）
2. 想見妳：2007年10月7日－2008年2月21日（73公演）
3. 睡衣兜風：2008年3月1日－2009年2月1日（209公演）
4. 偶像的黎明：2009年2月8日－2010年4月16日（166公演）

- 2010年組閣体制(柏木Team B)

1. 劇場的女神：2010年5月21日－2012年10月22日（280公演）[10]

- 2012年組閣体制（梅田Team B）
  - Waiting公演：2012年11月3日－2014年4月23日

截至2013年7月31日，實施41公演。
- 2014年組閣体制（倉持Team B）

1. 睡衣兜風：2014年4月28日－2015年8月27日（80公演）[3]

※2012年11月以後，直到新公演開始期間，會從目前為止的AKB48集團團體樂曲裏面嚴格審查每個各Team的特別組合名單組成進行「Waiting公演」。
- 2015年組閣体制（木崎Team B）

1. 正在戀愛中：2015年12月22日[3][4]－2018年5月28日（70公演）

- 2018年組閣体制 （高橋朱里Team B → 岩立Team B）

1. 劇場的女神：2018年9月8日－2022年3月19日

- 2022年組閣体制 （淺井Team B）

1. 偶像的黎明：2022年4月29日[5]－2023年10月6日[13]

### Team 4
- 初代Team 4

1. 我的太陽：2011年10月10日－2012年10月25日（94公演）[14]

- 峯岸Team 4

1. 手牽手：2013年11月3日－2014年4月15日

- 2014年組閣体制（峯岸Team 4（第2次））

1. 偶像的黎明：2014年4月24日－2015年8月24日（106公演）[3]

- 2015年組閣体制（高橋朱里Team 4）

1. 不要讓夢想死去：2015年12月3日[3][4]－2018年5月18日（79公演）

- 2018年組閣体制 （村山Team 4）

1. 手牵手：2018年6月6日－2022年4月4日

- 2022年組閣体制 （倉野尾Team 4）

1. 點時成菁：2022年4月19日[5]－2023年10月3日[15]

### Team 8
1. PARTY開始了：2014年8月5日－2015年8月16日（109公演）[3]
  - 再演：2018年2月17日－11月3日
2. 想見妳：2015年9月5日[3] - 2017年8月20日
  - 再演：2018年2月12日－11月4日
3. Top Reed制作“你是否也为8而哭泣”：2017年9月2日－2018年1月8日
4. 汤浅顺司制作“这汗水、是与未来相接的彩虹”：2018年11月22日－2023年8月29日

### 向日葵組
1. 我的太陽：2007年7月1日－11月30日（124公演）
2. 不要讓夢想死去：2007年12月8日－2008年4月19日（108公演）

### 研究生、Team 研究生
1. 研究生公演 正在戀愛中（A4th）：2008年5月22日－10月7日（41公演）
2. Team 研究生公演 偶像的黎明（B4th）：2009年3月6日－2010年4月12日（121公演）
3. Team 研究生公演 恋愛禁止条例（A5th）：2010年4月17日－6月18日（30公演）
4. Team 研究生公演 劇場女神（B5th）：2010年6月20日－2011年4月3日（151公演）
5. RESET（K6th）：2012年3月29日－9月8日（56公演）
6. 我的太阳（H1st/4 1st）：2012年8月19日－2013年3月17日（88公演）
7. 睡衣兜風
  1. 2013年3月20日－10月27日
  2. 2018年11月18日[16] - 2019年12月27日[17]
8. 16期研究生公演：2017年2月11日[18] - 7月22日[19]（45公演）
9. 村山彩希制作「Let's go研究生！」（レッツゴー研究生！）公演：2017年7月28日 - 2018年7月7日[19][20]（88公演）
10. 柏木由紀制作「偶像修业中♡」（アイドル修業中♡）公演：2018年5月4日 - 11月17日[21][16]（79公演）
11. 17期研究生公演 正在戀愛中：2022年9月4日[22]－
12. 18期研究生公演 正在戀愛中：2023年7月2日[23]－
13. 「那里有未来」（そこに未来はある）：2024年2月4日[24]－

### CD/DVD販售
截至2013年8月3日
| Team   | CD/DVD | 1st | 2nd | 3rd | 4th | 5th | 6th |
| ------ | ------ | --- | --- | --- | --- | --- | --- |
| A      | CD     | ○   | ○   | ○   | ○   | ○   | ○   |
| A      | DVD    | ○   | ○   | ○   | ○   | ○   | ○   |
| K      | CD     | ○   | ○   | ○   | ○   | ○   | ○   |
| K      | DVD    | ○   | ○   | ○   | ○   | ○   | ○   |
| B      | CD     | ○   | ○   | ○   | ○   | ○   | －  |
| B      | DVD    | ○   | ○   | ○   | ○   | ○   | －  |
| 4      | CD     | ○   | －  | －  | －  | －  | －  |
| 4      | DVD    | ○   | －  | －  | －  | －  | －  |
| 向日葵 | CD     | ○   | ○   | －  | －  | －  | －  |
| 向日葵 | DVD    | ○   | ○   | －  | －  | －  | －  |
| 研究生 | CD     | ×   | ×   | ×   | ×   | －  | －  |
| 研究生 | DVD    | ×   | ×   | ×   | ×   | －  | －  |

## 公演内容

### 演出曲目
成員會在公演中以現場演唱模式表演原創歌曲，各Team組曲中的歌曲並不相同。每場公演耗時1小時40至50分鐘（包括安可時間），有時會因有成員過生日（生誕祭）等原因，延長公演時間。另外，慣例會在安可時表演當時新發售的單曲。

### 公演模式
1. 開演前值日成員的廣播
2. overture
3. 全体曲（約4首）
4. 自我介紹和今日主題
5. 組曲（約5首）
6. MC（成員數人）
7. 全体曲（約3首）
8. MC（將全體成員分成2個小組）
9. 全体曲（1首）
10. （安可）
11. 全体曲（約2首）
12. 安可的感謝
13. 全体曲（1首）
14. 寒暄
15. 當日成員的散場廣播

### 表演
表演中會有照明效果和使用升降台。在不同曲目中，有時候會使用以下道具。
- 煙幕（乾冰）
- 櫻花的花瓣
- 加農炮發射的紙帶
- 金色、銀色的玻璃纸
- 肥皂泡
- 由成員投出的紙帶和紙飛機

### 舞台服裝
每次公演中，包括調換重複使用的服裝，每個成員有約6套服裝。因公演表演人數為16人，所以每次公演都須要準備100套以上的服裝（包括伴舞與代演的服裝）。其中部分服裝是特別為個別歌曲專門制作的，其設計能夠強烈地突出歌曲的主題。

### 樂器演奏
在公演中，有時會有成員演奏樂器。
- 「PARTY開始了」公演的《和你在一起的平安夜》的鋼琴演奏
- 「腦內天堂」公演的《朋友啊》的樂隊演奏
- 「偶像的黎明」公演的《偶像的黎明》的Marching band演奏
- 於第25張單曲《GIVE ME FIVE!》發售時期，各Team公演中的樂隊演奏

### 生誕祭
在成員生日或在生日前後的公演日中，會舉行名為「生誕祭」的活動。通常在公演最後的寒暄途中，有成員會打岔說道：「先等一下，今日是○○（成員名稱）的生誕祭。」，然後播放《驚喜之淚！》的音樂。接着，會從舞台側面送來生日蛋糕，並燃點蠟燭。全體成員與觀眾會合唱《祝妳生日快樂》，之後由生日的成員吹熄蠟燭，並向觀眾發表感言以及今後的抱負。雖然正規的道具只有螢光棒、生日蛋糕和花束，但過去亦曾有不同類型的生誕祭，例如試過在現場讀出來自父母親或不在現場的成員的信件等。
道具
在舞台上演出用到的蛋糕和花束均由劇場準備。觀眾使用的熒光棒等道具則由歌迷自發組織的實行委員會湊錢準備。
花盆
劇場前廳的花盆是由舉辦生誕祭的實行委員會在2006年10月左右開始放置，而非劇場方面設置。

### 代演
如果有成員因個人工作、健康不適等原因休演，就會由其他成員代演。
代演中，可能須要一個人演出休演者全部的表演部份，亦可能會分別加入表演組曲與全體曲。
研究生、各Team的內部成員以至於其他Team成員都會擔任代演。當由同Team的成員擔任代演時，該成員原本的位置有時會由其他人替上。
如果有個人表演部分的成員突然因身體不適缺席，公演中也有其他成員代演。如果趕不及安排代演，就不表演該部分。

## 門票銷售
現在劇場的門票以網絡預約模式銷售，預約後只有收到了當選電子郵件的被選出的預約者才可使用劇場的機器購買門票。門票有以下幾種。
1. 歌迷俱樂部「柱之會」、網站「AKB48 mobile」的會員
2. 居住偏遠（關東1都6縣外居住者）
3. 家庭、情侶
4. 女性及小學生、初中生
5. 一般票

- 2、3和4須坐在指定的座位，其餘2種的則以在前廳進行的抽籤來決定入場順序。
- 也有限定女性歌迷的公演和居住偏遠者優先的公演等特別公演。

## Theatre G-Rosso的通常公演
2009年5月在Tokyo Dome City内Theatre G-Rosso不定期進行公演和握手會。不過，這不是專用劇場，而是與超級戰隊系列的Hero Show等共用。
- Theatre G-Rosso公演 不要讓夢想死去：2009年6月4日－10月23日（40公演）

## 特別公演

### AKB48劇場的特別公演
特別公演的曲目有別於以Team為單位作演出的通常公演。這些公演會在特別日子舉行，例如元旦公演（1月1日）和○周年記念特別公演（12月8日）等等；也有不定期為CD購入特典和有音樂合作的公司舉行的公演。在2012年3月11日，舉行了為2011年同日發生的東日本大震災舉行了復興支援特別公演。
名人考案特別公演
- 春風亭小朝「夏娃是亞當的肋骨」（2015年9月12日 - ） [28][29]

- 岩本輝雄「青春沒有結束」（2015年9月18日 - ） [30][31][32]

- 田原總一朗「ド〜なる?!ド〜する?!AKB48」（2015年10月16日 - ） [33]

- 田中將大「我在這裡的理由」（2015年11月8日 - 2016年12月27日）[34][35]

### Theatre G-Rosso的特別公演
- AKB48 in Theatre G-Rosso 開放特別公演：2009年5月29日－6月3日[36]

### SUNSHINE STUDIO（現・SKE48劇場）的特別公演
- AKB48 in SUNSHINE STUDIO：2008年6月15日，選拔成員[37]
- ：2008年9月13日，Team A和TeamK選拔成員[38]

### TOKYO DOME CITY HALL的特別公演
- 「獻給錯過的你們」～AKB48全體總動員公演～（2011年5月24日 - 6月8日・10日 - 12日）
- 「獻給錯過的你們2」～AKB48全體總動員公演～（2012年5月3日 - 24日）
- 「獻給追憶的你們」～AKB48全體總動員公演～（2013年5月2日 - 25日）

## 外部連結
- 舞台歌曲（AKB48官方網站）（页面存档备份，存于）
- AKB48劇場公演 出演者記錄網站（非官方）（页面存档备份，存于） （日語）